# Gunnar Svedberg
Uno Gunnar Svedberg, född 12 augusti 1947 i Annefors i Hälsingland, är en svensk ingenjör, forskare och professor i kemiteknik, samt rektor för Göteborgs Universitet 2003-2006.
Svedberg blev 1969 civilingenjör i kemiteknik vid Kungliga Tekniska högskolan (KTH) och disputerade där 1975 i kemisk apparatteknik. Han blev tillförordnad professor i energiteknik för den kemiska processindustrin 1986 och ordinarie professor i samma ämne 1989. Han var vicerektor vid KTH 1994-1997 och blev 1999 rektor för Mittuniversitetet.
Svedberg utsågs 2003 av regeringen till rektor för Göteborgs universitet med förordnande från 1 juli 2003 till 30 juni 2009, men lämnade posten 2006. Han efterträddes av Pam Fredman.
Vid Gunnar Svedbergs tillträde som rektor pågick en konflikt rörande utlämning av forskningsmaterial från professor Christopher Gillbergs forskargrupp rörande funktionsnedsättningen Damp. Materialet, som hade begärts ut av docent Eva Kärfve och barnläkaren Leif Elinder, lämnades aldrig ut av Göteborgs universitet trots flera domar i kammarrätten. I Göteborgs tingsrätt fälldes Gunnar Svedberg såväl som Christopher Gillberg för tjänstefel och dömes vardera till 40 respektive 50 dagsböter. Gunnar Svedberg hänvisade själv till rättsprocesserna som en bidragande anledning till att han lämnade rektorsuppdraget i förtid.
Under tiden 2006 till 2011 var Svedberg VD för forskningsinstitutet Innventia.
Svedberg är ledamot av Kungliga Ingenjörsvetenskapsakademien (IVA) sedan 1992. År 2014 promoverades han till hedersdoktor vid Mälardalens universitet.